# Quaski Itaia
Quaski Itaia (* 3. Dezember 1984) ist ein Leichtathlet aus Nauru.
Er ist von Beruf Feuerwehrmann.

## Werdegang
Itaia setzte sich bei den Nauruischen Meisterschaften über 100 Meter durch und erreichte so (neben Rosa-Mystique Jones) die Teilnahme an den Leichtathletik-Weltmeisterschaften 2009 in Berlin. Er schied am 15. August 2009 als Letzter im sechsten Vorlauf aus. Mit seiner Vorlaufzeit von 11,76 s belegte er nach allen Vorläufen den 86. Platz von 92 Teilnehmern. Seine persönliche Bestleistung über 100 Meter liegt bei 11,62 s, aufgestellt am 22. Juni 2008 in Cairns.